# Kanton Saint-Paul-de-Fenouillet

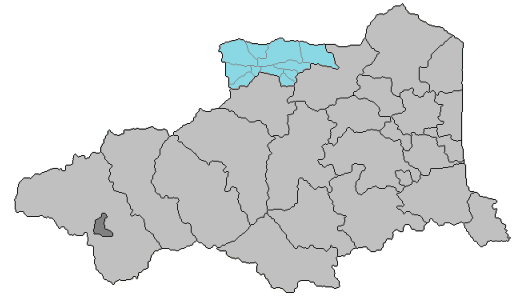
Lage im Département Pyrénées-Orientales

Der Kanton Saint-Paul-de-Fenouillet war bis 2015 ein französischer Wahlkreis im Arrondissement Perpignan, im Département Pyrénées-Orientales und in der Region Languedoc-Roussillon. Sein Hauptort war Saint-Paul-de-Fenouillet. Vertreter im Generalrat des Departements war zuletzt von 1973 bis 2015 Pierre Estève.
Der Kanton war 205,48 km² groß und hatte 4172 Einwohner (Stand 1. Januar 2012).

## Gemeinden
Der Kanton bestand aus elf Gemeinden:
| Gemeinde                   | Einwohner Jahr | Fläche km² | Bevölkerungsdichte | Code INSEE | Postleitzahl |
| -------------------------- | -------------- | ---------- | ------------------ | ---------- | ------------ |
| Ansignan                   | 198 (2013)     | 7,84       | 25 Einw./km²       | 66006      | 66220        |
| Caudiès-de-Fenouillèdes    | 645 (2013)     | 36,45      | 18 Einw./km²       | 66046      | 66220        |
| Fenouillet                 | 83 (2013)      | 18,76      | 4 Einw./km²        | 66077      | 66220        |
| Fosse                      | 39 (2013)      | 4,43       | 9 Einw./km²        | 66083      | 66220        |
| Lesquerde                  | 152 (2013)     | 15,67      | 10 Einw./km²       | 66097      | 66220        |
| Maury                      | 840 (2013)     | 34,63      | 24 Einw./km²       | 66107      | 66460        |
| Prugnanes                  | 100 (2013)     | 13,51      | 7 Einw./km²        | 66152      | 66220        |
| Saint-Arnac                | 122 (2013)     | 6,6        | 18 Einw./km²       | 66169      | 66220        |
| Saint-Martin-de-Fenouillet | 59 (2013)      | 10,72      | 6 Einw./km²        | 66184      | 66220        |
| Saint-Paul-de-Fenouillet   | 1.872 (2013)   | 43,9       | 43 Einw./km²       | 66187      | 66220        |
| Vira                       | 29 (2013)      | 12,96      | 2 Einw./km²        | 66232      | 66220        |

## Bevölkerungsentwicklung
| 1962 | 1968 | 1975 | 1982 | 1990 | 1999 | 2009 |
| ---- | ---- | ---- | ---- | ---- | ---- | ---- |
| 5587 | 5642 | 5010 | 4643 | 4360 | 3969 | 4203 |